# 亚历山大·波列修克
亚历山大·费奥多罗维奇·波列修克（俄语：Александр Фёдорович Полещук，羅馬化：Aleksandr Fyodorovich Poleshchuk，1953年10月30日—）是俄罗斯已退役宇航员，俄罗斯第75位宇航员，世界第286位宇航员，呼号“火山2号”（Вулкан-2）。

## 早年
1953年10月30日出生于苏联伊尔库茨克州切列姆霍沃。1977年毕业于莫斯科航空学院，获得机械工程学位。从1977年开始在科罗廖夫能源火箭航天集团担任测试工程师。

## 宇航员生涯
1989年2月，他被选为宇航员考试候选人。在1989年9月至1991年1月间接受了基础训练，成为测试宇航员。1993年1月24日至7月22日，他在太空累计停留179天0小时43分钟，进行了2次舱外活动，累计9小时58分钟。

## 退役
1995年因身体原因退役。后担任科罗廖夫能源火箭航天集团公司舱外活动部主任等职务。

## 荣誉
- 俄罗斯联邦宇航员和俄罗斯联邦英雄荣誉称号（1993年）
- 太空探索優異獎章（2011年）[5]